# Phaneta autochthones
Phaneta autochthones is een vlinder uit de familie van de bladrollers (Tortricidae). De wetenschappelijke naam van de soort is, als Thiodia autochthones, voor het eerst geldig gepubliceerd in 1897 door Thomas de Grey Walsingham.

## Type
- lectotype: "male"
- instituut: MGAB, Boekarest, Roemenië
- typelocatie: "Virgin Islands, St. Thomas"